# Martina Guiggi
Martina Guiggi (Pisa, 1º de maio de 1984) é uma jogadora de voleibol da Itália. Começou a jogar profissionalmente no ano de 1998 e fez sua estreia pela seleção italiana em 2002. Em 2008 participou dos Jogos Olímpicos de Pequim.

Desde 2004 defende o Scavolini Pesaro e é a capitã do time.

## Clubes
| Clube                  | País   | Temporadas |
| Pallavolo Pecciolese   | Itália | 1998-2000  |
| Club Italia            | Itália | 2000-2001  |
| Asystel Novara         | Itália | 2001-2004  |
| Scavolini Pesaro       | Itália | 2004-      |
| Igor Gongorzola Novara | Itália | 2014-      |